# Platycyamus
A Platycyamus a felsőbbrendű rákok (Malacostraca) osztályának a felemáslábú rákok (Amphipoda) rendjébe, ezen belül a bálnatetűfélék (Cyamidae) családjába tartozó nem.

## Rendszerezés
A nembe az alábbi 2 faj tartozik:
- Platycyamus flaviscutatus Waller, 1989
- Platycyamus thompsoni (Gosse, 1855)